# Цуцвиль (Санкт-Галлен)
Цуцвиль (нем. Zuzwil SG) — коммуна в Швейцарии, в кантоне Санкт-Галлен.
Входит в состав округа Виль. Население составляет 4465 человек (на 31 августа 2007 года). Официальный код — 3426.